# Bronius Jankauskas
Bronius Jankauskas   (1913 - 1992) fou un futbolista lituà de la dècada de 1930.
Fou 16 cops internacional amb la selecció lituana. Pel que fa a clubs, defensà els colors de ŠŠ Kovas Kaunas.